# 어머니 마음
〈어머니 마음〉은 1930년대에 작곡된 한국의 가곡이다. 양주동의 시에 감동한 이흥렬이 곡을 지었다. 가정가요로 방송을 통해 널리 알려졌다. 어버이날에 자주 불린다.
3절로 되어 있다.

## 가사
양주동이 지었다. ‘나실제 괴로움’으로 시작되며, 3절로 되어 있다.
1절:
낳실제 괴로움 다 잊으시고
기르실제 밤낮으로 애쓰는 마음
진자리 마른 자리 갈아 뉘시며
손발이 다 닳도록 고생하시네
하늘 아래 그 무엇이 넓다 하리오
어머님의 희생은 가이없어라
2절:
어려선 안고 업고 얼려 주시고
자라선 문 기대어 기다리는 마음
앓을사 그릇될사 자식 생각에
고우시던 이마 위에 주름이 가득
땅 위에 그 무엇이 높다 하리오
어머님의 정성은 지극하여라
3절:
사람의 마음 속엔 온가지 소원
어머님의 마음 속엔 오직 한 가지
아낌없이 일생을 자식 위하여
살과 뼈를 깎아서 바치는 마음
이 땅에 그 무엇이 거룩하리오
어머님의 사랑은 그지없어라